# 荷蘭皇家電信

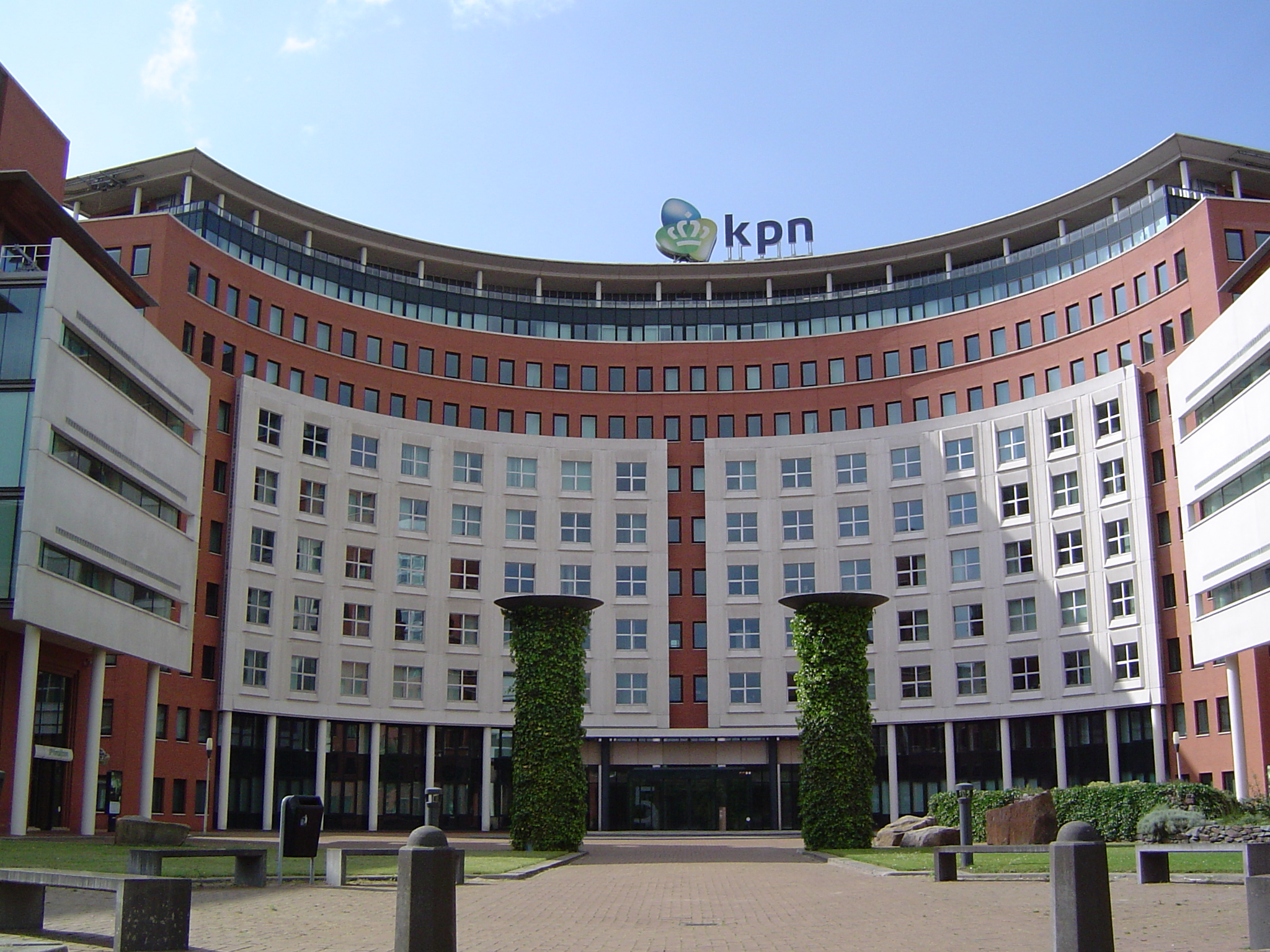
荷蘭皇家電信位於海牙的前總部

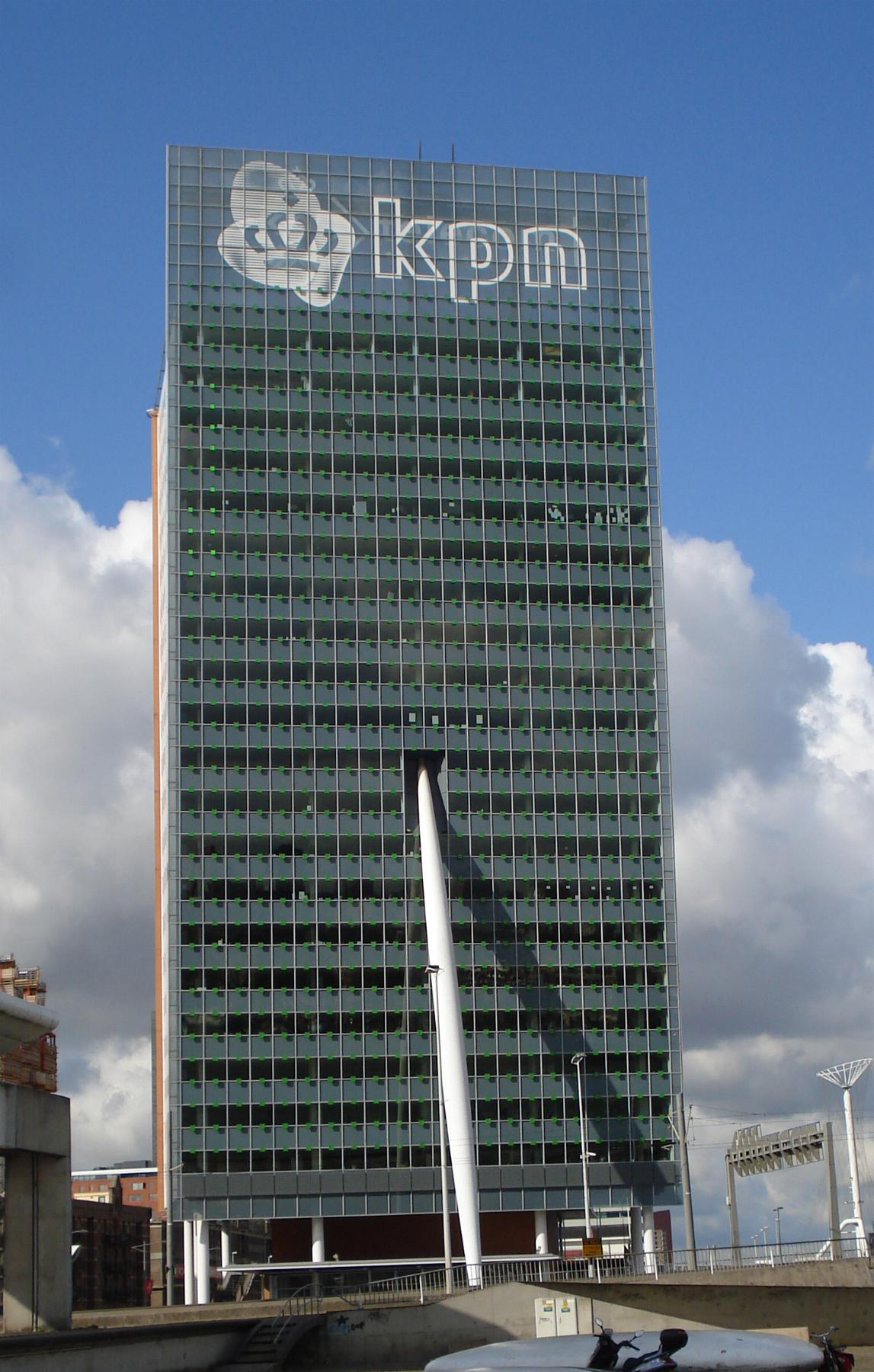
荷蘭皇家電信於鹿特丹的總部

荷蘭皇家電信（荷蘭語： Koninklijke KPN N.V.，英語：Royal KPN N.V.），一般又稱KPN，是荷蘭的一家電信公司，總部位於鹿特丹，目前是荷蘭最大的移動以及固網運營商。

## 簡介
荷蘭皇家電信的前身荷蘭皇家郵政、電報、電信公司（Koninklijke PTT Nederland）成立於19世紀，PTT即為Posterijen, Telegrafie ,Telefonie（郵政，電信和電話）的簡稱。1989年PTT私有化，後成立KPN。荷蘭皇家電信提供的業務包括：固定網業務、移動業務以及IP數據網路業務。目前為荷蘭固定網和移動業務的主要電信運營商；国内市场占有率高达50%，同時其移動網路業務覆蓋歐洲其他國家，如德國和比利時等。目前在《福布斯》2017年全球企业2000强中排名第1,069位。
2015年11月，荷蘭皇家電信在海牙和鹿特丹開始架設遠距離廣域網技術（Long Range Wide Area Network），預計2016年底前將會擴充網路覆蓋區域到全國。
荷蘭皇家電信被道琼斯可持续发展指数认证为世界上最具可持续性的运营商；2017年10月13日，中國企業华为、中兴和其他5家KPN的供应商已经签署了“可循环宣言”，同意在2025年之前，为该运营商制造实施可循环设计的产品。

## 外部連結
- 官方网站